# 貴方を好きな私
『貴方を好きな私』（あなたをすきなわたし）は、阿部真央の5枚目のオリジナルアルバム。2013年8月28日にポニーキャニオンから発売された。

## 概要
前作『戦いは終わらない』から約1年ぶりとなるアルバム。前作に引き続きセルフプロデュース作品。
12曲目の「愛してる」終了後、隠しトラックとして「貴方を好きな私」が収録されている。「貴方が好きな私」のサビと同じメロディーで、歌詞が異なっている。

## 収録内容
| 全作詞・作曲: 阿部真央。 |                                        |          |            |            |
| #                        | タイトル                               | 作詞     | 作曲・編曲 | 編曲       |
| 1.                       | 「HOPE」                               | 阿部真央 | 阿部真央   | akkin      |
| 2.                       | 「貴方が好きな私」                     | 阿部真央 | 阿部真央   | akkin      |
| 3.                       | 「それ以上でも以下でもない」           | 阿部真央 | 阿部真央   | 上田健司   |
| 4.                       | 「どこ行った？」                       | 阿部真央 | 阿部真央   | 阿部真央   |
| 5.                       | 「短い言葉たったそれだけその一言だけ」 | 阿部真央 | 阿部真央   | 阿部真央   |
| 6.                       | 「boyfriend」                          | 阿部真央 | 阿部真央   | 河野圭     |
| 7.                       | 「天使はいたんだ」                     | 阿部真央 | 阿部真央   | 小森雄壱   |
| 8.                       | 「Will you save me」                   | 阿部真央 | 阿部真央   | 小森雄壱   |
| 9.                       | 「返して」                             | 阿部真央 | 阿部真央   | 飯塚啓介   |
| 10.                      | 「怖い話」                             | 阿部真央 | 阿部真央   | 飯塚啓介   |
| 11.                      | 「最後の私」                           | 阿部真央 | 阿部真央   | 十川ともじ |
| 12.                      | 「愛してる」                           | 阿部真央 | 阿部真央   | 十川ともじ |

| #  | タイトル                                      | 作詞 | 作曲・編曲 |
| -- | --------------------------------------------- | ---- | ---------- |
| 1. | 「最後の私 -music clip-」                     |      |            |
| 2. | 「貴方が好きな私 -music clip-」               |      |            |
| 3. | 「最後の私 -music clip メイキング-」          |      |            |
| 4. | 「貴方が好きな私 -music clip メイキング-」    |      |            |
| 5. | 「貴方を好きな私 -ジャケットメイキング-」     |      |            |
| 6. | 「最後の私 SPOT ～毒恋ちゃんVer.～」          |      |            |
| 7. | 「boyfriend×毒恋ちゃん -music clip-」         |      |            |
| 8. | 「特別企画!!さんまを3万円分食べられるのか!?」 |      |            |

## 演奏
- 阿部真央
  - Vocal
  - Acoustic Guitar (#1-5)
  - Background Vocals (#1.2.7.8.9.10.12)
- 桜井正宏：Drums (#1.2)
- 高間有一：Bass (#1.2.7.8.12)
- akkin
  - Electric Guitar (#1.2.3)
  - Programming (#1.2)
- 皆川真人
  - Acoustic Piano (#2)
  - Organ (#2)
- 國分建臣：Drums (#3)
- 上田健司：Bass (#3)
- 玉田豊夢：Drums (#6)
- 種子田健：Bass (#6)
- 河野圭：Acoustic Piano, Keyboards & Programming (#6)
- 秋山浩徳：Acoustic Guitar & Electric Guitar (#6)
- 雨宮麻未子、亀田夏絵、荒井友美、須原杏：Violin (#6)
- 金孝珍、舘泉礼一：Viola (#6)
- Dupuy Robin、今井香織：Cello (#6)
- 吉田佳史 (TRICERATOPS)：Drums (#7.8)
- 重実徹：Acoustic Piano & B-3 (#7)
- 弥吉淳二：Acoustic Guitar & Electric Guitar (#7.8)
- 小森雄壱：Keyboards & Programming (#7.8)
- 石井悠也：Drums (#9)
- 西川進
  - Electric Guitar (#9.11)
  - Acoustic Guitar (#11)
- 飯塚啓介：Keyboards & Programming (#9.10)
- 屋敷豪太：Drums (#11)
- 鈴木渉：Bass (#11)
- 十川知司
  - Acoustic Guitar, Keyboards & Programming (#11.12)
  - Acoustic Piano & Vibraphone (#12)
- 真部裕、徳永友美、柳原有弥、漆原直美：Violin (#11)
- 渡部安見子、生野正樹：Viola (#11)
- 遠藤益民、結城貴弘：Cello (#11)
- あらきゆうこ：Drums (#12)
- 名越由貴夫：Acoustic Guitar & Electric Guitar (#12)